# Cameron Tringale

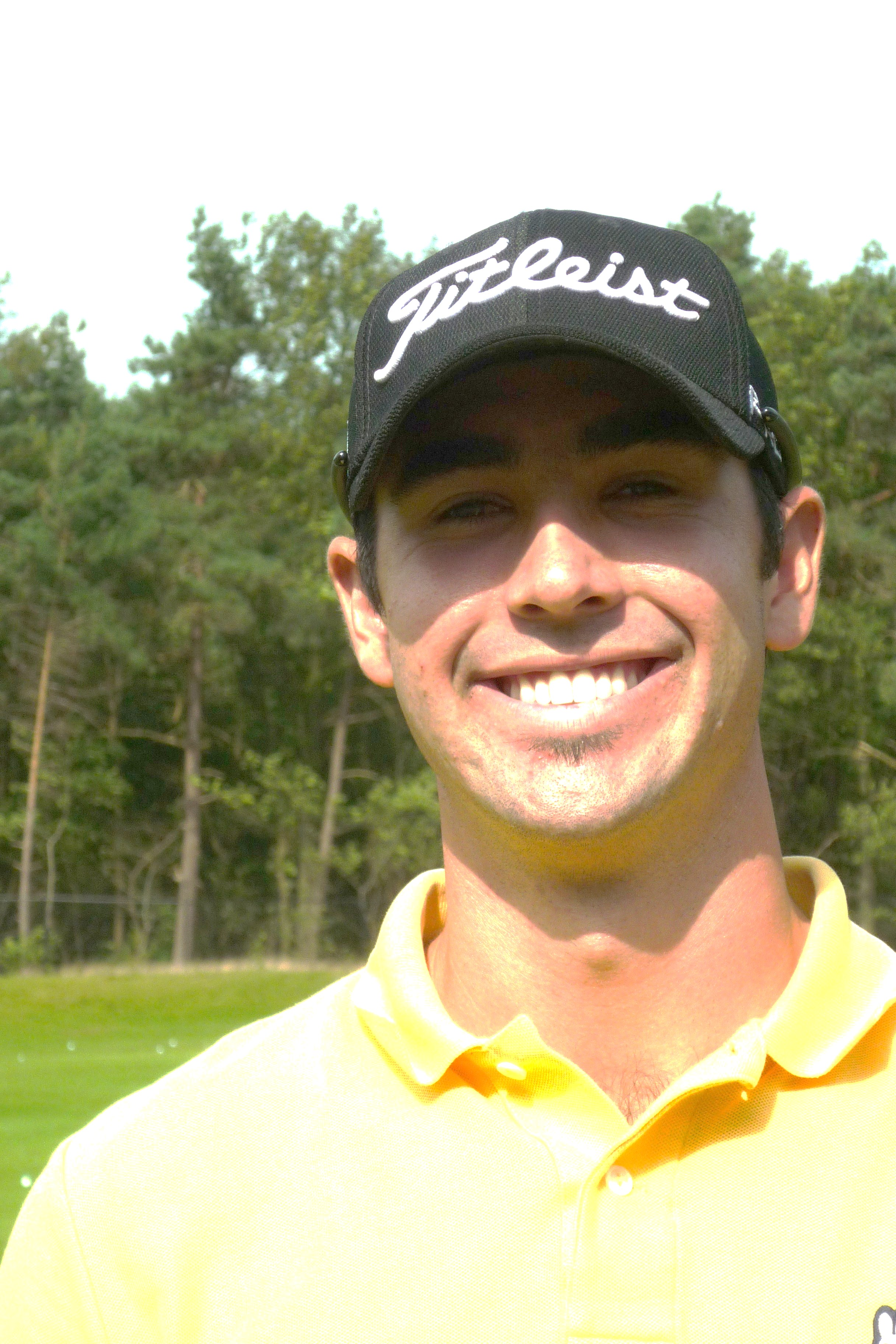
Cameron Tringale, 2010.

Cameron Joseph Tringale, född 24 augusti 1987 i Mission Viejo i Kalifornien, är en amerikansk professionell golfspelare som spelar för Liv Golf. Han har tidigare spelat bland annat på PGA Tour och Korn Ferry Tour.
Tringales bästa resultat i majortävlingar är en delad 14:e plats vid 2022 års US Open. Han kom också på delad 16:e plats vid 2016 års The Players Championship.
Han avlade en kandidatexamen i ledarskap vid Georgia Tech. Tringale spelade samtidigt golf för deras idrottsförening Georgia Tech Yellow Jackets och utsågs tre gånger till att vara en av USA:s bästa collegegolfspelare.